# Pomona (California)
Pomona è un comune (city) degli Stati Uniti d'America della contea di Los Angeles nello Stato della California. Pomona si trova nella Pomona Valley, che si trova tra l'Inland Empire e la valle di San Gabriel. La popolazione era di 152.361 persone al censimento del 2018.

## Geografia fisica
Pomona è situata a 34°03′39″N 117°45′21″W (34.060760, -117.755886).
Secondo lo United States Census Bureau, ha un'area totale di 22,964 mi² (59,48 km²).

## Società

### Evoluzione demografica
Secondo il censimento del 2010, c'erano 149,058 persone.

### Etnie e minoranze straniere
Secondo il censimento del 2010, la composizione etnica della città era formata dal 48,0% di bianchi, il 7,3% di afroamericani, l'1,2% di nativi americani, l'8,5% di asiatici, lo 0,2% di oceaniani, il 30,3% di altre razze, e il 4,5% di due o più etnie. Ispanici o latinos di qualunque razza erano il 70,5% della popolazione.